# 반운동권
반운동권(反運動圈)은 비운동권보다 분명하게 좌파적 학생운동을 반대하는 대학 내 움직임을 가리키는 표현으로 우파 보수주의적 운동으로 여겨진다.

## 같이 보기
- 운동권
- 비운동권